# Giovanni Battista Vanni

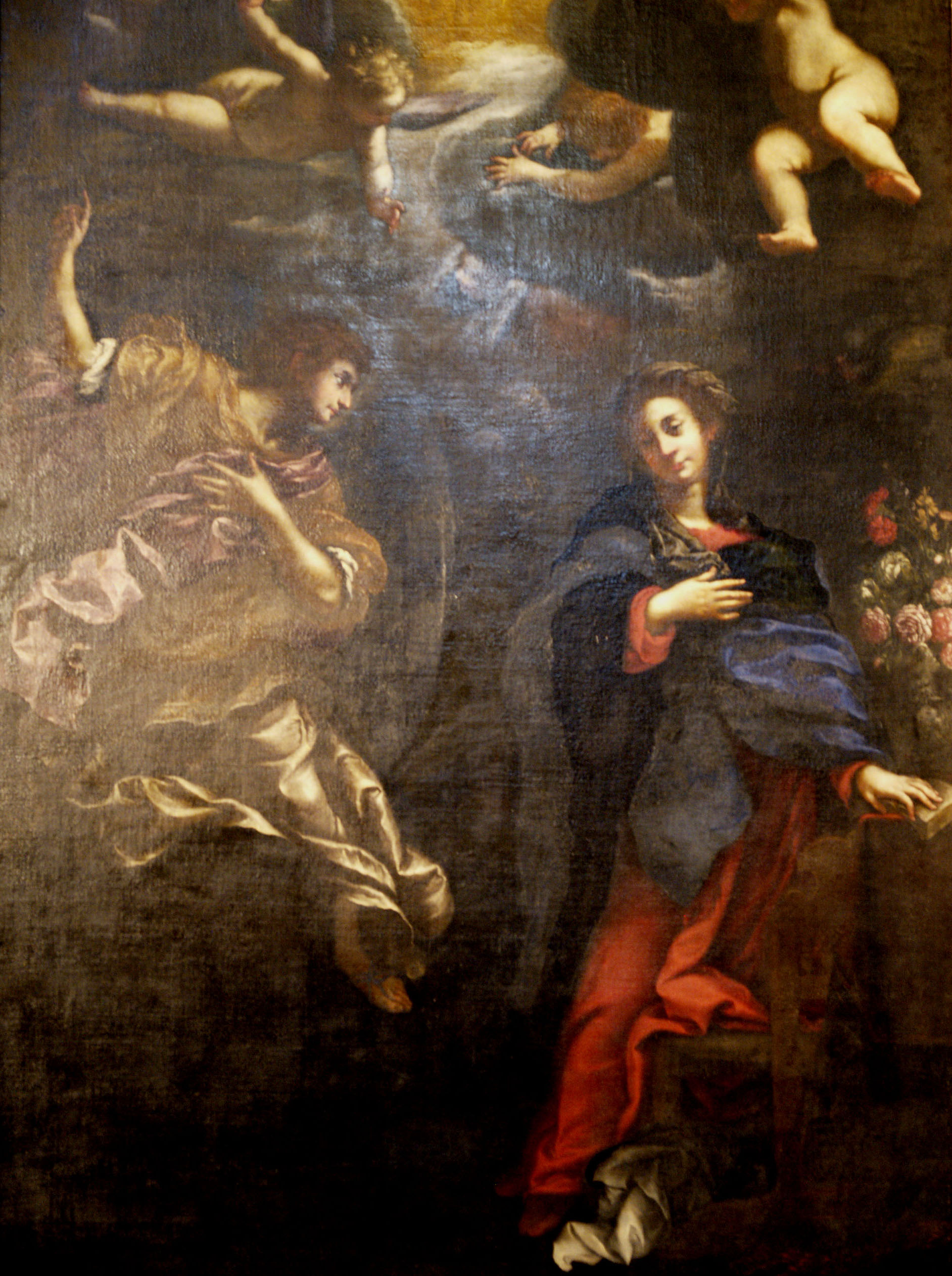
Anunciación, Florencia, San Francisco de Paula.

Giovan Battista Vanni (Florencia, 1599-Pistoya, 1660) fue un pintor barroco italiano. 
Nacido en Florencia, según Baldinucci, se formó con Jacopo da Empoli, Aurelio Lomi, Matteo Rosselli y Cristofano Allori. De 1624 a 1632 trabajó en Roma donde recibió la influencia de los pintores franceses allí activos. Antes de retornar a Florencia pasó una temporada en Venecia. En Florencia se concentró en la pintura religiosa, según Baldinucci con un sentido libérrimo y airoso de la composición espacial.
Hacia 1660 por deseo del abad Ippolito Braciolini, fue llamado a pintar al fresco el claustro del monasterio olivetano de San Benito en Pistoya. Su trabajo en él consistió en la pintura de doce lunetos con historias de los caballeros de la Orden de San Benito. Ocupado en este trabajo le sobrevino la muerte el 27 de julio de 1660.
Entre sus obras se citan un San Sebastián atendido por santa Irene en la iglesia de San Juan de los Florentinos de Roma, influido por el clasicismo francés. El conocimiento de Correggio, y el eclecticismo de su formación, se pone de manifiesto en una Sagrada Familia con san Juanito de colección privada neoyorquina, en tanto la influencia de Jacopo da Empoli es más notable en la Anunciación pintada hacia 1650 para la iglesia de San Francisco de Paula de Florencia. También son dignos de mención algunos dibujos conservados en el Museo del Louvre, con diversos estudios de rostros y animales.